# الزنهایم
الزنهایم (به فرانسوی: Elsenheim) یک کمون در فرانسه با جمعیت ۷۹۵ نفر است که در Canton of Marckolsheim واقع شده‌است.